# Pfiesteria piscicida
Pfiesteria piscicida — вид динофлагеллят из рода Pfiesteria, который, как утверждают некоторые исследователи, ответственен за многие случаи вредоносного цветения водорослей в 1980-х и 1990-х годах на побережье США в Северной Каролине и Мэриленде. СМИ штата Северная Каролина в 1990-х годах называли организм "клеткой из ада". Известно, что фистерии заселяют эстуарии. Piscicida в переводе с латинского означает «убийца рыб».

## Жизненный цикл

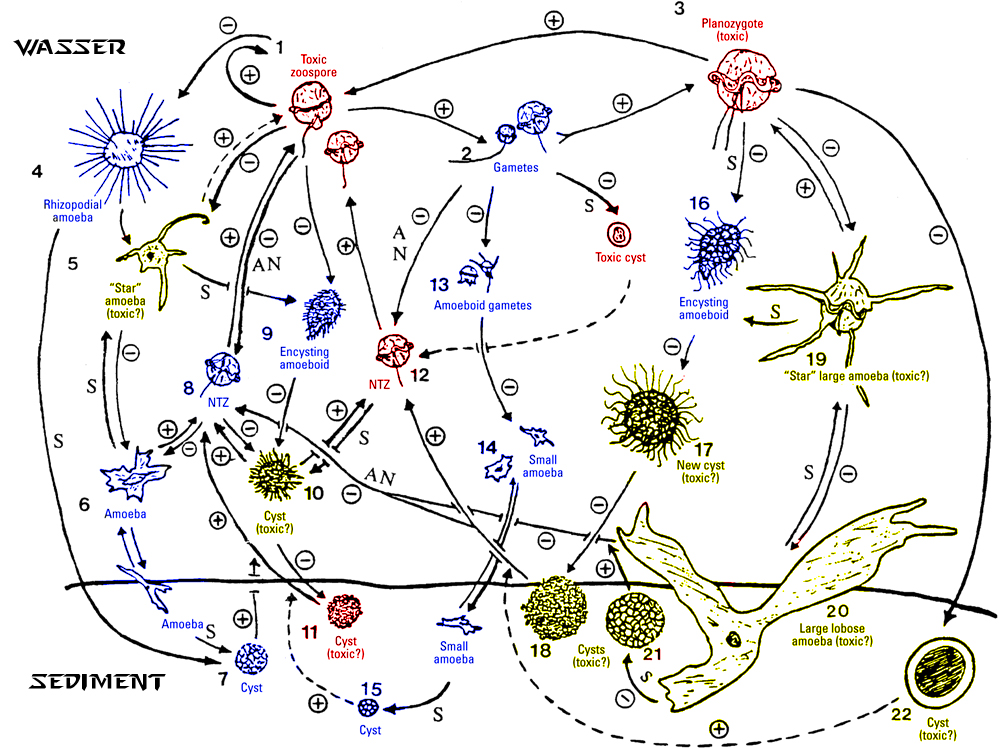
Сложный жизненный цикл Pfiesteria piscidica. Красным цветом изображены токсичные стадии, желтым - вероятно токсичные стадии, синим - пассивные стадии.

Ранние исследования показали очень сложный жизненный цикл Pfiesteria piscicida, включающий до 24 различных стадий, от цисты до нескольких амебоидных форм с токсичными зооспорами. Переход от одной стадии к другой зависит от условий окружающей среды, таких как наличие пищи. Однако эти результаты в дальнейшем были поставлены под сомнение, так как дополнительные исследования обнаружили простой гаплонтический жизненный цикл без токсичных амебоидных стадий, а амебы, присутствующие в поражённой рыбе, могут являться неродственным видом простейших.

## Токсичность
Предполагалось, что фистерии убивают рыбу, выделяя в воду токсин, парализующий добычу. Но эта гипотеза была поставлена под сомнение, поскольку токсин не удавалось выделить, а в некоторых экспериментах не наблюдалось токсичности. Однако токсичность, по-видимому, зависит от используемых штаммов и анализов.  ПЦР-анализ показал, что фистерии не содержат ДНК для синтеза поликетидов, вида токсинов, связанного с большинством токсичных динофлагеллят. Исследователи из Национального центра прибрежных океанических исследований NOAA, Национального института стандартов и технологий, Медицинского университета Южной Каролины и Колледжа Чарльстона (Южная Каролина) официально выделили и охарактеризовали токсин Pfiesteria piscicida как комплексное соединение металла и свободнорадикального токсина, а также определили, как этот живой организм переходит из нетоксичного в токсическое состояние.

## Заболевание у человека
Было проведено очень небольшое число исследований воздействия токсинов Pfiesteria на здоровье человека. В конце сентября 1997 г. на межгосударственном семинаре в Центрах по контролю и профилактике заболеваний (CDC) в штате Атланта, США, были достигнуто соглашение о клинических симптомах, которые характеризуют новое заболевание, связанное с воздействием Pfiesteria.
Клинические признаки заболевания, связанного с воздействием Pfiesteria включают:
- потерю памяти
- спутанность сознания
- жжение кожных покровов (при непосредственном контакте с водой); или
- три или более из дополнительного набора признаков (головные боли, кожная сыпь, раздражение глаз, раздражение верхних дыхательных путей, мышечные судороги и желудочно-кишечные жалобы (например, тошнота, рвота, диарея и/или боли в животе).

Основываясь на этих критериях и данных анализа проб из окружающей среды (например, наличие характерных поражений у 22% из 50 образцов рыб, принадлежащих к одному и тому же виду), можно лучше отслеживать потенциальные случаи заболеваний.
Токсины Pfiesteria считаются причиной заболевания у тех, кто вступал в тесный контакт с водой, содержащей этих простейших в большом количестве. С июня 1997 года Департамент здравоохранения и гигиены штата Мэриленд собирает данные от врачей штата через систему мониторинга о заболеваниях, возможно вызванных токсином Pfiesteria. По состоянию на конец октября 1997 г. были получены сведения о 146 случаях заболеваний среди людей, имевших контакт с больной рыбой или водой, в которой была заподозрена активность Pfiesteria. Среди этих людей много профессиональных рыбаков и тех, чья деятельность связана с водоёмами.
Существуют отдельные описания случаев токсического воздействия Pfiesteria piscicida на человека с подробным изучением лабораторных показателей и нейропсихологическим тестированием. Исследователи Медицинского центра университета Дьюка провели эксперименты на крысах, которые показали, что токсин замедляет обучение, но не влияет на память.
Было показано, что лечение колестирамином вскоре после воздействия облегчает симптомы.